# Uzi Landau
Uzi Landau (en hebreo: עוזי לנדאו, nacido el 2 de agosto de 1943) es un político israelí y analista de sistemas. Asumió como miembro del Knéset representando a Likud entre 1984 y 2006, y para Israel Beiteinu entre 2009 y 2015. También mantuvo varios cargos ministeriales, incluyendo Ministro de Seguridad Pública, Ministro en la oficina del Primer ministro, Ministro de Energía y Recursos Hídricos y Ministro de Turismo.

## Biografía
Landau nació en Haifa durante el Mandato británico de Palestina. Ingresó a las Brigadas de Paracaídistas de las Fuerzas de Defensa del Israel, y obtuvo el rango de Mayor. Obtuvo un B.sc. y un M.sc. del Technion en matemáticas, y un Ph.D. en ingeniería del Instituto Tecnológico de Massachusetts. Trabajó en el Technion, fue director-general del Ministerio de Transportes de Israel y también miembro del consejo de El Al.
En 1984, fue elegido al Knéset en la lista del Likud, y durante su primer periodo  presidió la Subcomisión para los judíos soviéticos. Conservó su puesto en las elecciones parlamentarias de 1988, tras lo cual se convirtió en presidente de la Subcomisión para el presupuesto de Defensa. Reelegido en 1992, 1996 y 1999,  ejerció como presidente de los Asuntos Exteriores y el Comité de Defensa de 1996 hasta 1999, cuándo llegó a ser presidente del Comité de Control Estatal.
En 2001,  fue nombrado Ministro de Seguridad Pública por Ariel Sharon y retuvo su cargo en el gabinete después de las elecciones parlamentarias del 2003, cuándo fue nombrado Ministro en la oficina del Primer ministro. Renunció a su cargo en octubre del 2004, debido a sus objeciones al Plan de retirada unilateral israelí. Fue posicionado al decimocuarto lugar en la lista del Likud para las elecciones del 2006, pero perdió su puesto cuando el Likud ganó solamente 12 escaños.
En 2008 anunció que se unirá al Israel Beiteinu. Fue posicionado en el segundo lugar en la lista del partido para las elecciones del 2009, y volvió al Knéset cuando el partido ganó 15 escaños. Después de que Yisrael Beiteinu se uniera a la coalición liderada por el Likud, Landau fue nombrado Ministro de Infraestructura Nacional (la cual después cambió su nombre al Ministerio de Energía y Agua).
El 12 de octubre de 2011, Landau fue uno de único tres ministros de gabinete que votaron en contra la propuesta de intercambiar 1.027 prisioneros palestinos a cambio del soldado israelí Guilad Schalit, quién estaba capturado. Llamó el trato como una ''gran victoria para el terrorismo''. Fue reelegido en las elecciones del 2013, en la cual posteriormente será Ministro de Turismo.
En diciembre de 2014 anunció su retiro en la política, y no disputaría las elecciones del 2015.